# کوسکووو-بزوره
کوسکووو-بزوره (به لهستانی:  Kuskowo-Bzury) یک روستا در لهستان است که در گمینا ستژگووو واقع شده‌است.